# NGC 6310
NGC 6310 é uma galáxia espiral (Sb) localizada na direcção da constelação de Draco. Possui uma declinação de +60° 59' 25" e uma ascensão recta de 17 horas, 07 minutos e 57,3 segundos.
A galáxia NGC 6310 foi descoberta em 27 de Outubro de 1861 por Heinrich Louis d'Arrest.